# Circles (Album)
Circles ist das zweite Album der deutschen Retro-Prog-Band Argos. Es wurde am 15. April 2010 via Musea Records veröffentlicht.

## Entstehungsgeschichte
Rico Florczak, der an den Aufnahmen für das Debütalbum Argos bereits als Studiomusiker beteiligt war, wurde von Thomas Klarmann für „Circles“ als festes Bandmitglied aufgenommen. Kurz nach der Veröffentlichung dieses Albums begannen die Arbeiten an „Circles“, das schließlich Anfang 2010 fertiggestellt wurde.

## Stil und Rezeption
Auf „Circles“ entwickelt die Band, die mit dem neuen Mitglied Rico Florczak erstmals ein Quartett bildet, ihren Stil, der von Bands wie Soft Machine, Caravan und Van der Graaf Generator beeinflusst ist, konsequent weiter in Richtung Retro-Prog und Artrock. Die Stücke sind länger als noch auf dem Debütalbum „Argos“, die 8-Minuten-Marke wird mehrfach überschritten. Andere Elemente, etwa der kontrovers diskutierte Gesang, wurden beibehalten.
Das Album erntete überwiegend positive Kritiken; so schrieb etwa Jürgen Meurer auf den Babyblauen Seiten:

„Die erste, sehr wesentliche Maßnahme: die Band ist zu einem Quartett angewachsen, denn Rico Florczak, auf dem Debüt schon als Gastmusiker gelistet, ist nun festes Mitglied. Er trägt (...) einige hervorragende Parts bei, die das Gesamtbild durchaus merklich beeinflussen. (...) „Circles“ ist wahrlich eine runde Sache geworden, die jeder Fan des sinfonischen Art-Rocks beachten sollte. Der Warnung vor gewöhnungsbedürftigem Gesang steht der Hinweis auf rundweg gelungene Retromusik gegenüber. Bieten Argos sensationell Neues? Nein – aber ihre Musik macht mir richtig viel Spaß und wird mir zu keinem Zeitpunkt langweilig.“

Auch auf Prog Archives, das ebenfalls die auffallende klangliche Nähe zu Van der Graaf Generator und deren Sänger Peter Hammill hervorhebt, und auf Musikreviews.de fand „Circles“ lobende Erwähnung.

## Titelliste
1. Sammelsurium (2:49)
2. Closed Circle (4:36)
3. A Thousand Years (8:12)
4. Lines on the Horizon (5:48)
5. Sun and Moon (3:36)
6. Custody of the Knave (6:04)
7. The Gatekeeper (7:51)
8. Willow Wind (3:13)
9. Total Mess Retail (3:47)
10. Lost on the Playground (8:17)
11. Progology (5:16)